# Цицматиани
Карабахлы (груз. წიწმატიანი, азерб. Qarabağlı ) — село в Грузии. Находится в Сагареджойском муниципалитете края Кахетия. Высота над уровнем моря составляет 450 метров. Население — 522 человека (2014).